# Song Fang
En una onomàstica xinesa Song es el cognom i Fang el prenom.
Song Fang (xinès simplificat:  宋方) (Nanjing - ) actriu, guionista i directora de cinema xinesa.

## Biografia
Song Fang va néixer Nanjing, província de Jiangsu (Xina). El 2002 va anar a estudiar a l'INSA Institute (Institut National Supérieur des Arts du Spectacle) a Brussel·les i el 2008 va obtenir un màster en direcció de cinema per l'Acadèmia de Cinema de Pequín.

#### Carrera cinematogràfica
Song va començar la seva carrera cinematogràfics l'any 2006 fent d'actriu a la pel·lícula 红气球之旅 (Red Balloon Journey) del director Hou Hsiao-hsien on feia el paper d'una estudiant de cinema, contractada pel personatge interpretat per Juliette Binoche, per tenir cura del seu fill. La pel·lícula es ambientada a París i inspirada directament en el curtmetratge infantil d'Albert Lamorisse, Le Ballon rouge (1956); destaca pel fet que l'adaptació és obra d'un director taiwanès que abans mai havia rodat fora d'Àsia i que no parla francès.
El seu curtmetratge de graduació 告别 (Goodbye) va rebre el segon premi Cinéfondation al 62è Festival Internacional de Cinema de Canes el 2009. Premi atorgat per un jurat presidit pel director britànic John Boorman, que incloïa entre els seus membres l'actriu xinesa Zhang Ziyi (章子怡). La pel·lícula, rodada a Nanjing, va sorprendre el jurat amb la maduresa d'una directora tan jove, descriu les vivències d'uns pares que viuen a l'ombra del record de la seva filla desapareguda. També va guanyar un premi al Festival Internacional de Cinema de Dones de Seul.
L'any 2010, va ser contractada per la firma Johnnie Walker que li va oferir fer una pel·lícula publicitària amb el tema de "seguir caminant", amb l'objectiu de promocionar la marca a la Xina. El director Jia Zhangke va dissenyar un projecte amb el nom de Yulu (语路) i va encarregar una sèrie de dotze curtmetratges a joves directors, entre ells Song Fang. Cada curtmetratge dibuixa el retrat d'una celebritat, destacant els obstacles trobats i els fracassos patits abans d'aconseguir assolir les seves aspiracions. Els dos curtmetratges encarregats a Song descriuen el viatge de dos artistes: Zhang Jun (张军), actor d'òpera kunqu, especialitzat en els papers de xiao sheng, i Huang Doudou (黄豆豆), ballarí i coreògraf.
L'any 2012, va escriure, dirigir i actuar en la seva primera pel·lícula 记忆望着我 (Memory Looks at Me). Va ser el segon film de la productora Yihui Media (意汇传媒) i Heaven Pictures (Beijing) Film Co. Ltd. creada pel director i productor Jia Zhangke. Va guanyar el Premi Leopard a la millor primera pel·lícula al 65è Festival Internacional de Cinema de Locarno del 2012 i el quart premi de l'Associació de Directors de Cinema de la Xina. La cinta tracta el tema de la intimitat familiar i la relació entre pares i fills; com a curiositat els pares protagonistes de la pel·lícula estan encarnats pels pares reals de Song, Song. Di-jin i Ye Yu-zhu.
El 2020 va estrenar 平静 (The Calming). Va guanyar el premi Art Cinema Award al Berlinale Forum 2020 també va participar en la secció Diaspora del Cinemasia film Festival de l’any 2022 a Amsterdam. Hi ha una versió subtitulada al castellà.

## Filmografia
| Any  | Títol xinès | Títol anglès        |
| ---- | ----------- | ------------------- |
| 2008 | 告别        | Goodbye             |
| 2011 | 语路        | Yulu                |
| 2012 | 记忆望着我  | Memories Look At Me |
| 2020 | 平静        | The Calming         |